# Unión Sindical Argentina

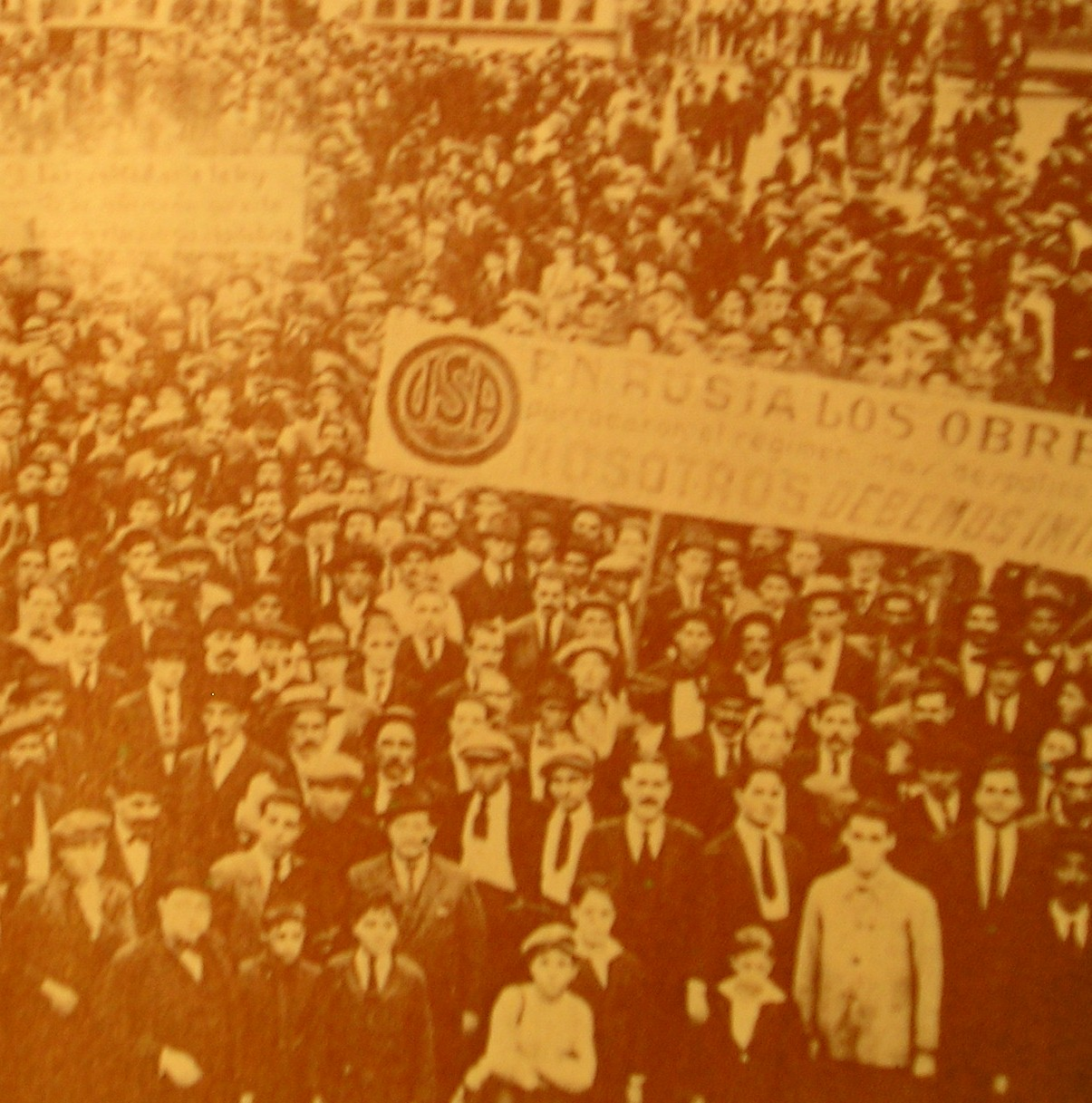
Marcha de la Unión Sindical Argentina en 1923.

La Unión Sindical Argentina (U.S.A.) fue una central sindical dominada por la corriente sindicalista revolucionaria fundada en la República Argentina en 1922. Fue originada en la fusión de la FORA con varios sindicatos autónomos. Editó primero un semanario llamado Unión Sindical entre abril y agosto de 1922, y luego un periódico llamado Bandera Proletaria, entre septiembre de 1922 y 1930. Es recordada por haber sido una de las organizaciones matrices de la Confederación General del Trabajo de la República Argentina (CGT-RA), el organismo sindical argentino más grande en la actualidad.

## Origen y primera época (1922-1930)
La USA fue excluyendo de su dirección, utilizando argumentos diversos, a los dirigentes socialistas y comunistas, organizándose como una central casi exclusivamente sindicalista revolucionaria, con algunos miembros anarcosindicalistas, rechazando abiertamente la acción política y el comunismo soviético. De todos modos socialistas y comunistas actuaron en la USA aunque rechazando su orientación. 
Estas ideas se vieron reflejadas en las Bases aprobadas en el congreso de creación:

La Unión Regional Argentina del Trabajo... declara:
...la inutilidad de la política colaboracionista, del recurso parlamentario y de la táctica corporativista limitada a la simple obtención de mejoras...
En la región argentina las tendencias proletarias son manifiestamente adversas al colaboracionismo, antipolíticas y fervientemente revolucionarias.
Por tanto determina:
1) Desconocer todo derecho de intervención y tutelaje a las fracciones organizadas en partidos políticos en las cuestiones que atañen e interesan al proletariado organizado que milita en las filas de la U.S.A.
2) Declinar toda invitación de partidos políticos para intervenir en campañas electorales o de protesta con fines políticos.
3) Proclamar como principio invariable en el período de lucha del capitalismo, la superioridad de las armas que ofrecen la acción directa, desde la huelga, el boicot y el sabotaje, hasta los movimientos insurreccionales y la propia revolución social.
5) No prestar apoyo incondicional al partido político extremista que lograra copar la dirección de un movimiento revolucionario... 
8) Se declara antiestatal... 
9) Aconseja y permite en su seno la exposición de todas las doctrinas de transformación social.

En 1924 la USA se opuso al proyecto de ley de jubilaciones que había propuesto la Unión Cívica Radical en el gobierno, debido a que como toda ley provenía de un Estado que se rechazaba. La movilización sindical contó paradójicamente con el apoyo de la ultraderechista organización patronal, la Asociación Nacional del Trabajo, quien convocó a los empresarios a apoyar las huelgas convocadas por la USA, cerrando los locales de trabajo. Patrones y sindicatos lograron finalmente evitar la sanción de la ley.
En 1924 se desafilió de la USA el poderoso sindicato de empleados municipales (Unión Obrera Municipal) dirigido por el influyente dirigente socialista Francisco Pérez Leirós, al que le siguieron otros sindicatos dirigidos por socialistas como la Unión de Obreros Curtidores.
Los sindicalistos revolucionarios realizaron entonces una alianza con los comunistas, declarando en 1925 su oposición a la Organización Internacional del Trabajo (OIT), en ocasión de la visita al país de su director general, Albert Thomas.

## Fusión y creación de la CGT (1930-1935)
En 1930 se fusionó con la Confederación Obrera Argentina (COA) para crear la Confederación General del Trabajo (CGT).

## Refundación de la USA (1935-1945)
En 1935 la CGT se dividió en «CGT Independencia» y «CGT Catamarca». Esta última, en 1937 se disolvió para recrear la Unión Sindical Argentina, siendo su secretario general Fortunato Marinelli.

## Incorporación a la CGT (1945)
Dirigida por Luis F. Gay (telefónico) desde 1939, la U.S.A. participó en el Comité de Huelga que declaró la huelga general para el 18 de octubre de 1945 para conseguir la liberación de Juan Domingo Perón, antecedente directo de la movilización del 17 de octubre de 1945. Poco después se integró definitivamente a la CGT.